# Autorité de régulation du café et du cacao
L'Autorité de régulation du café et du cacao (ARCC) est une structure chargée de la régulation administrative de la filière café-cacao de Côte d’Ivoire. Sa principale source de financement est constituée des redevances prélevées sur les produits de la filière café-cacao.